# ألفريد هيرمان
ألفريد هيرمان (بالألمانية: Alfred Hermann Friede) كان صحفي وناشط سلام نمساوي ولد في 11 نوفمبر 1864 في فيينا وتوفي في 5 مايو 1921 في فيينا.
غادر ألفريد المدرسة في سن الخامسة عشرة وبدأ بالعمل في متجر كتب بفينا. في سن 1883 انتقل إلى برلين حيث فتح متجر كتب خاص به سنة 1887. في سنة 1892 ساهم في تأسيس حركة السلام الألمانية وكان يدعم فكرة إنشاء منظمة عصرية لتأمين السلام في العالم. كان أيضا أعد الداعمين لحركة الإسبرانتو. عند اندلاع الحرب العالمية الأولى هاجر إلى سويسرا احتجاجا على السياسة الألمانية.

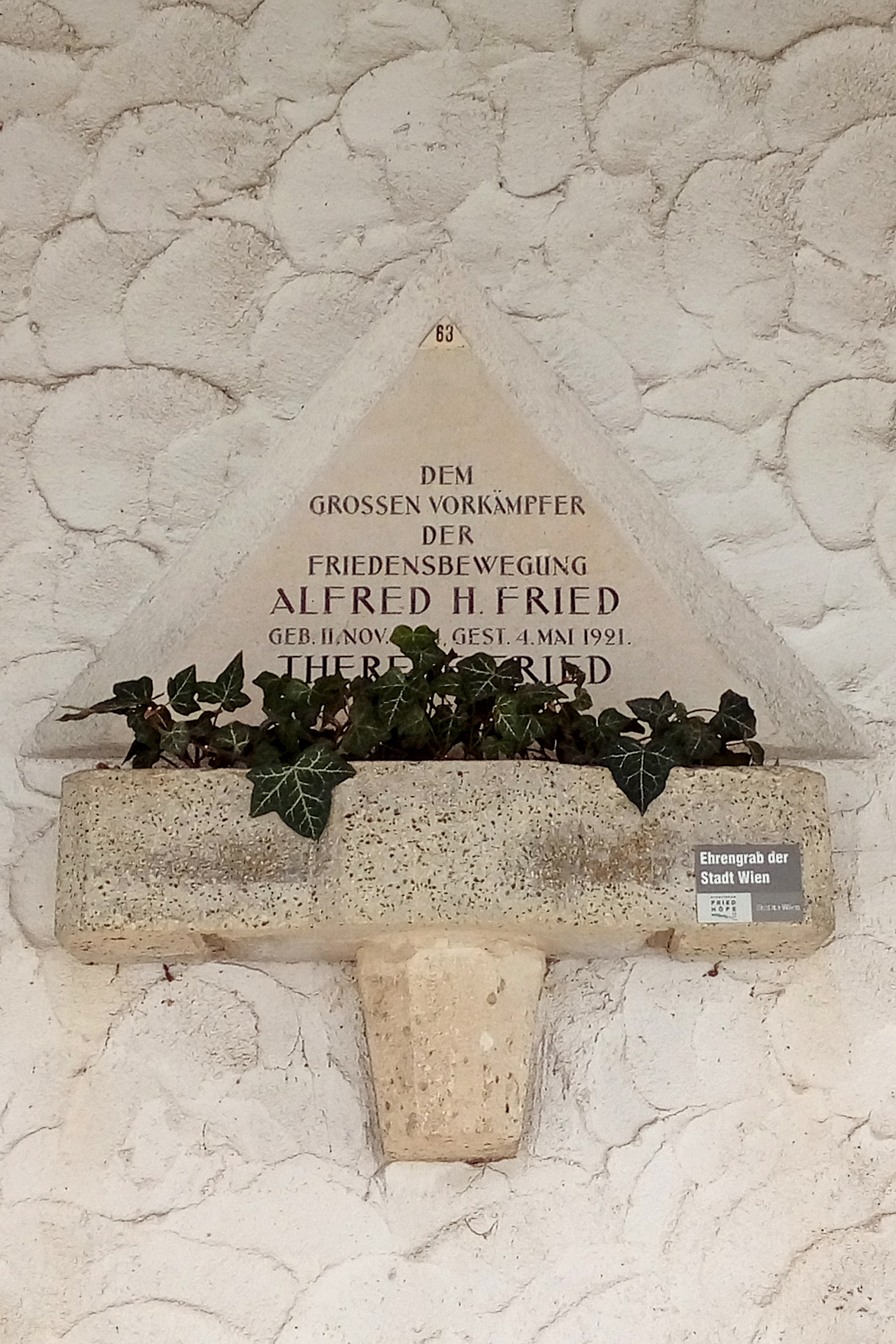
Feuerhalle Simmering ، قبر ألفريد هيرمان فرايد

تحصل سنة 1911 على جائزة نوبل للسلام مع توبياس ميخائيل كايل آسر وذلك لجهودهم في تاسيس محكمة التحكيم الدائمة.

## روابط خارجية
- ألفريد هيرمان على موقع الموسوعة البريطانية (الإنجليزية)
- ألفريد هيرمان على موقع إن إن دي بي (الإنجليزية)